# شلدون (تكساس)
شلدون (بالإنجليزية: Sheldon, Texas)‏ هي أماكن مخصصة للتعداد تقع في الولايات المتحدة في مقاطعة هاريس. يقدر عدد سكانها بـ 1,990 نسمة ومساحتها 6.7 كم2 وترتفع عن سطح البحر 14 متر.

## التركيبة السكانية
حدّد مكتب تعداد الولايات المتحدة بيانات التركيبة السكانية لشلدون في تعداد الولايات المتحدة. في ما يلي، التركيبة السكانية حسب تعدادي 2000 و2010.

### تعداد عام 2000
بلغ عدد سكان شلدون 1,831 نسمة بحسب تعداد عام 2000، وبلغ عدد الأسر 546 أسرة وعدد العائلات 447 عائلة مقيمة في المنطقة السكنية. في حين سجلت الكثافة السكانية 273.3 نسمة لكل كيلومتر مربع (707.8/ميل2). وبلغ عدد الوحدات السكنية 600 وحدة بمتوسط كثافة قدره 89.6 لكل كيلومتر مربع (232.1/ميل2).
وتوزع التركيب العرقي للمنطقة السكنية بنسبة 78.92% من البيض و2.73% من الأمريكيين الأفارقة و0.76% من الأمريكيين الأصليين و0.05% من الأمريكيين ذوي الأصول الآسيوية و14.64% من الأعراق الأخرى و2.89% من عرقين مختلطين أو أكثر و34.68% من الهسبانيون أو اللاتينيون من أي عرق.
بلغ عدد الأسر 546 أسرة كانت نسبة 55.1% منها لديها أطفال تحت سن الثامنة عشر تعيش معهم، وبلغت نسبة الأزواج القاطنين مع بعضهم البعض 60.1% من أصل المجموع الكلي للأسر، ونسبة 14.8% من الأسر كان لديها معيلات من الإناث دون وجود شريك، بينما كانت نسبة 7% من الأسر لديها معيلون من الذكور دون وجود شريكة وكانت نسبة 18.1% من غير العائلات. تألفت نسبة 13.7% من أصل جميع الأسر من عدة أفراد يعيشون في نفس المنزل ونسبة 3.3% كانت تتألف من شخص يعيش بمفرده يبلغ من العمر 65 عاماً أو أكثر. وبلغ متوسط حجم الأسرة المعيشية 3.35، أما متوسط حجم العائلات فبلغ 3.61.
بلغ العمر الوسطي للسكان 28.3 عاماً. وكانت نسبة 34.6% من القاطنين تحت سن الثامنة عشر، وكانت نسبة 9.4% بين الثامنة عشر والرابعة والعشرين عاماً، ونسبة 31.9% كانت واقعةً في الفئة العمرية ما بين الخامسة والعشرين والرابعة والأربعين عاماً، ونسبة 18.2% كانت ما بين الخامسة والأربعين والرابعة والستين، ونسبة 5.8% كانت ضمن فئة الخامسة والستين عاماً فما فوق. يوجد لكل 100 أنثى 103.7 ذكر، ويوجد لكل 100 أنثى في الثامنة عشر من عمرها فما فوق 100.8 ذكر.

### تعداد عام 2010
بلغ عدد سكان شلدون 1,990 نسمة بحسب تعداد عام 2010، وبلغ عدد الأسر 528 أسرة وعدد العائلات 439 عائلة مقيمة في المنطقة السكنية. في حين سجلت الكثافة السكانية 297 نسمة لكل كيلومتر مربع (769.2/ميل2). وبلغ عدد الوحدات السكنية 593 وحدة بمتوسط كثافة قدره 88.5 لكل كيلومتر مربع (229.2/ميل2).
وتوزع التركيب العرقي للمنطقة السكنية بنسبة 68.39% من البيض و3.02% من الأمريكيين الأفارقة و2.31% من الأمريكيين الأصليين و1.11% من الأمريكيين ذوي الأصول الآسيوية و0.05% من سكان جزر المحيط الهادئ و22.06% من الأعراق الأخرى و3.07% من عرقين مختلطين أو أكثر و66.58% من الهسبانيون أو اللاتينيون من أي عرق.
بلغ عدد الأسر 528 أسرة كانت نسبة 57% منها لديها أطفال تحت سن الثامنة عشر تعيش معهم، وبلغت نسبة الأزواج القاطنين مع بعضهم البعض 57% من أصل المجموع الكلي للأسر، ونسبة 18% من الأسر كان لديها معيلات من الإناث دون وجود شريك، بينما كانت نسبة 8.1% من الأسر لديها معيلون من الذكور دون وجود شريكة وكانت نسبة 16.9% من غير العائلات. تألفت نسبة 13.4% من أصل جميع الأسر من عدة أفراد يعيشون في نفس المنزل ونسبة 4.9% كانت تتألف من شخص يعيش بمفرده يبلغ من العمر 65 عاماً أو أكثر. وبلغ متوسط حجم الأسرة المعيشية 3.77، أما متوسط حجم العائلات فبلغ 4.10.
بلغ العمر الوسطي للسكان 28.0 عاماً. وكانت نسبة 35.9% من القاطنين تحت سن الثامنة عشر، وكانت نسبة 9.3% بين الثامنة عشر والرابعة والعشرين عاماً، ونسبة 27.1% كانت واقعةً في الفئة العمرية ما بين الخامسة والعشرين والرابعة والأربعين عاماً، ونسبة 20.2% كانت ما بين الخامسة والأربعين والرابعة والستين، ونسبة 7.5% كانت ضمن فئة الخامسة والستين عاماً فما فوق. وتوزع التركيب الجنسي للسكان بنسبة 51.7% ذكور و48.3% إناث.